# 手元
| ウィキペディアには「手元」という見出しの百科事典記事はありません（タイトルに「手元」を含むページの一覧/「手元」で始まるページの一覧）。 代わりにウィクショナリーのページ「手元」が役に立つかもしれません。 |